# Котушка Удена

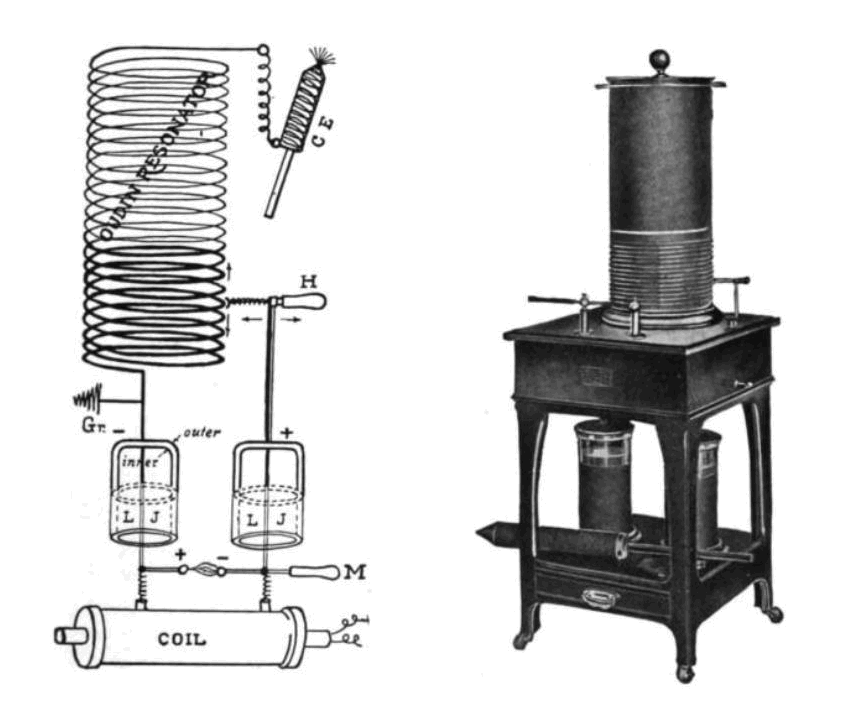
Котушка Удена для фізіотерапії, 1907 рік

Коту́шка Уде́на (англ. Oudin coil) — модифікована котушка Тесли для отримання електричної дуги і розрядів високої напруги. 
Як і всі котушки Тесла це резонансний трансформатор з первинною і вторинною обмотками налаштованими на одну частоту. Він живиться від неонової вивіски або іншого відповідного трансформатора високої напруги, і коливання в первинному контурі підтримуються від'ємним опором розрядника. Конфігурація Удена (фр. Paul Marie Oudin) була сприйнята виробниками трансформаторів Тесла як непотрібне відволікання, яке не дає переваг по характеристикам, натомість піддає операторів потенційно смертельній загрозі струмів на її вторинній обмотці. Проте в 1889 році Пол Марі Уден (1851–1923), французький лікар і експериментатор, і Арсен д'Арсонваль отримали патент для їх конфігурації, через дев'ять років після робіт Тесла.

## Дарсонвалізація
У 1891 році д'Арсонваль звернув увагу на здатність струмів високої частоти проходити через організм, не викликаючи роздратування тканин і надаючи при цьому різні фізіологічні ефекти, залежно від способу застосування і характеру цих струмів. Ці дослідження д'Арсонваля вплинули на розробку методів електролікування, яке і назвали на честь д'Арсонваля — дарсонвалізація.
Зробивши після проведених фізіологічних експериментів науково-фізичний аналіз, д'Арсонваль сприяв тим самим розвитку нової галузі біології — біофізики.